# Mogwai Young Team
Albums de Mogwai
Come On Die Young
(1999)
Mogwai Young Team, ou simplement Young Team, est le premier album studio du groupe britannique de post-rock Mogwai, sorti le 21 octobre 1997 sur le label Chemikal Underground. L'album est enregistré aux studios MCM à Hamilton, en Écosse, pendant l'été de la même année. Il est produit en majeure partie par Paul Savage, batteur des Delgados.

## Contexte et enregistrement
Le 11 janvier 1997 est diffusée leur première Peel Session sur BBC Radio 1. Suit la sortie du 45 tours New Paths to Helicon. Le 23 janvier, le groupe est invité par Pavement dans le cadre des Brat Shows organisés par le magazine NME. Le concert a lieu au London Astoria, avec également Gorky's Zygotic Mynci et Broadcast. À cette occasion, Stephen Malkmus déclare que « Mogwai est le groupe du 21e siècle »,,.
En parallèle de la sortie de la compilation Ten Rapid (Collected Recordings 1996–1997) le 17 avril 1997, et du EP 4 Satin le 26 mai 1997, le groupe se lance dans sa première véritable tournée et donne environ 40 concerts, dont ses premières dates hors du Royaume-Uni : en Norvège, en France à Mauron, et aux États-Unis à New York.
En juillet, Mogwai se lance dans l'enregistrement de son premier album. Ils choisissent le studio MCM à Hamilton, en Écosse. Paul Savage, batteur des Delgados, qui avait déjà travaillé avec le groupe sur leurs précédentes publications, est choisi pour la réalisation artistique et le mixage de l'album. Andy Miller s'occupera de l'ingénierie sonore du titre With Portfolio. Brendan O'Hare (ex Teenage Fanclub), qui a rejoint Mogwai le 23 mai 1997, participe à l'enregistrement.

« Nous avons commencé les sessions en studio dans un contexte particulier puisque nous venions tout juste de publier Ten Rapid (...). Du coup, nous sommes arrivés en studio à sec, nous n’avions plus beaucoup d’idées neuves en stock. En plus, nous avions un budget et un calendrier extrêmement contraignants avec une deadline très stricte et absurde. C’est pour toutes ces raisons que nous avons étiré et rallongé Like Herod ou Mogwai Fear Satan sur plus de dix minutes. Ce sont pourtant des morceaux emblématiques de notre répertoire qui ont donné l’image d’un groupe aimant l’improvisation, presque progressif, mais c’est un malentendu. Nous avons toujours apprécié les chansons concises et bien écrites, sauf que sur Mogwai Young Team, nous n’avions tout simplement pas le temps d’en composer assez. »

— Stuart Braithwaite
Tous les membres du groupe se rasent la tête avant d'enregistrer l'album : « Nous avons pensé que c'était une bonne idée. Nous étions très motivés, et c'était vraiment une période excitante. Tout le monde était enthousiaste et concentré, mais aussi un peu déséquilibré. C'était une période folle pour le groupe. ».
La session d'enregistrement est interrompue à deux reprises pour des concerts aux festivals T in the Park, Lowlands, Pukkelpop et Reading.
Sur le morceau Tracy, il y a une conversation téléphonique en arrière-plan entre le batteur Martin Bulloch et le manager du groupe, Colin Hardie. Il s'agit d'un canular dans lequel Martin fait croire à une grosse dispute dans le groupe, et qu'ils sont sur le point de se séparer.
La pochette de l'album est une photo d'une banque Fuji à Shibuya, Tokyo, prise par Brendan O'Hare. Le groupe adopte des pseudonymes pour les notes de pochette de l'album. Stuart Braithwaite est surnommé « pLasmatroN ». John Cummings a pris le surnom de « Cpt. Meat » en raison de son obsession pour les côtelettes. Martin Bulloch adopte le pseudonyme « bionic » en raison de son stimulateur cardiaque. Dominic Aitchison choisit le nom « DEMONIC » en raison de sa peur de Lucifer pendant son enfance, ce qui inspire également la chanson de fin d'album Mogwai Fear Satan. Brendan O'Hare, qui était le plus âgé du groupe de six ans, à 27 ans, est baptisé « +the relic+ ».

Le titre Mogwai Young Team fait référence à la culture des bandes criminelles de Glasgow, dont le nom se termine souvent par « Young Team » lorsqu'elles sont constituées de jeunes. 

« La culture des gangs de Glasgow n'est pas drôle, mais nous avons pensé l'utiliser parce qu'aucun d'entre nous n'y est impliqué. »

## Rééditions
L'album est remastérisé et réédité le 26 mai 2008 par le label Chemikal Underground.
Le 10 février 2023 Mogwai Young Team est de nouveau réédité via Chemikal Underground Records. Il intègre la 6e place du classement officiel des ventes d'albums physiques au Royaume-Uni, et la 62e place du UK Albums Chart. Le groupe effectue en parallèle de cette réédition une tournée hivernale de treize dates, en Écosse, Pays de Galles et Angleterre.

## Style et influences
Mogwai Young Team est souvent considéré comme un album emblématique du genre post-rock. Il présente une combinaison de guitares puissantes et d'ambiances atmosphériques, avec des compositions instrumentales épiques et des textures sonores riches. L'album explore un large éventail d'émotions, passant de moments calmes et introspectifs à des explosions de bruit et d'énergie.
Le magazine Pitchfork note en 2008 que l'influence de Young Team se fait encore sentir dans la sphère indie internationale - non seulement dans des esprits art rock apparentés comme Sigur Rós et Explosions in the Sky, mais aussi dans des groupes metal avant-gardiste comme Boris et Pelican.
Mogwai Young Team fait preuve d'une certaine nostalgie, en particulier pour la période pré-Britpop de 1988-1991, lorsque des groupes de rock indépendants américains (Slint, Mercury Rev) et britanniques (My Bloody Valentine, Bark Psychosis) déconstruisaient les paramètres de la musique rock, avant que ces groupes ne se dissolvent ou ne se tournent vers un rock plus classique. Mogwai Young Team fait ainsi le pont entre le psychédélisme shoegaze, l'esthétique anti-pop et la poussée du post-rock alors émergent.

## Réception
Mogwai Young Team reçoit un accueil critique très favorable à sa sortie. L'album est salué pour sa puissance émotionnelle et sa capacité à créer des paysages sonores captivants. Les performances instrumentales du groupe, en particulier leurs guitares dynamiques, ont été largement acclamées. Des critiques sont adressées à l'encontre du mixage audio, le disque semblant trop silencieux, quel que soit le volume sonore choisi.
Sur le plan commercial, l'album connaît un succès modéré. Il se classe à la 75e position du UK Albums Chart et s'écoule à plus de 30 000 exemplaires au Royaume-Uni.
En 2003, l'album est classé 97⁄100 dans la liste de Pitchfork intitulée « Les 100 meilleurs albums des années 1990 ».
En 2013, l'album est classé 177⁄500 dans la liste du NME des « 500 plus grands albums de tous les temps ».

## Liste des titres

### Édition originale (1997)
- 21 octobre 1997 : CD -  - Labels
- 21 octobre 1997 : CD, vinyle -  - Jetset Records
- 27 octobre 1997 : CD, vinyle -  - Chemikal Underground
- 28 octobre 1997 : CD - / - Spunk! Records

Toutes les chansons ont été composées par Mogwai.
| No  | Titre                                  | Durée |
| --- | -------------------------------------- | ----- |
| 1.  | Yes! I Am a Long Way from Home         | 5:57  |
| 2.  | Like Herod                             | 11:41 |
| 3.  | Katrien                                | 5:24  |
| 4.  | Radar Maker                            | 1:34  |
| 5.  | Tracy                                  | 7:19  |
| 6.  | Summer (Priority Version)              | 3:28  |
| 7.  | With Portfolio                         | 3:11  |
| 8.  | R U Still in 2 It                      | 7:20  |
| 9.  | A Cheery Wave from Stranded Youngsters | 2:18  |
| 10. | Mogwai Fear Satan                      | 16:19 |

### Deluxe Edition (2008)
- 26 mai 2008 : CD, vinyle, numérique - Chemikal Underground
- 30 mai 2008 : CD -  - Spunk! Records
- 23 juillet 2008 : CD -  - Imperial Records
- CD 1

- mogwai young team remastered

(Contenu identique à l'édition originale)
- CD 2

| 1. | Young Face Gone Wrong (issu de la session d'enregistrement de Mogwai Young Team, inédit)                                                                               | 2:58  |
| 2. | I Don’t Know What to Say (issu de la session d'enregistrement de Mogwai Young Team, déjà parue sur NME Presents: Radio 1 Sound City Newcastle-Upon-Tyne // NME, 1998.) | 1:15  |
| 3. | I Can't Remember (enregistré par Jason Famous aux studios Apollo de Glasgow en décembre 1997. Déjà parue sur Glasgow Compilation // Plastic Cowboy, 1998.)             | 3:14  |
| 4. | Honey (reprise de Spacemen 3, déjà parue sur Tribute to Spacemen 3 // Rocketgirl, 1998.)                                                                               | 4:18  |
| 5. | Katrien (Live) (Lounge AX, Chicago, 15.10.97) | 5:31  |
| 6. | R U Still In 2 It (Live) (The Mary-Ann Hobbs Show, BBC Radio 1, 28.10.97)                                                                                              | 8:01  |
| 7. | Like Herod (Live) (T In The Park, Strathclyde Country Park, 1997) | 7:53  |
| 8. | Summer (Priority) (Live) (WNYU, New York City, 1997) | 2:58  |
| 9. | Mogwai Fear Satan (Live) (Chemikal Undergound's 5th birthday party, Glasgow, 12.03.00)                                                                                 | 10:26 |

## Musiciens

### Mogwai
- Stuart Braithwaite (« pLasmatroN ») - guitare, chant sur R U Still in 2 It, glockenspiel sur Tracy
- Dominic Aitchison (« DEMONIC ») - basse
- Martin Bulloch (« bionic ») - batterie
- John Cummings (« Cpt. Meat ») - guitare
- Brendan O'Hare (« +the relic+ ») - guitare, piano

### Musiciens additionnels
- Aidan Moffat – chant sur R U Still in 2 It
- Shona Brown – flûte sur Mogwai Fear Satan[6]

### Autres participations
- Barry Burns (non crédité) – monologue (en backmasking) sur Yes! I Am a Long Way from Home[8]
- Mari Myren – monologue sur Yes! I Am a Long Way from Home[9]

## Production
- Paul Savage – réalisateur artistique, mixage audio, ingénieur du son
- Andy Miller – ingénieur du son sur With Portfolio

## Illustration de couverture et design
- Brendan O'Hare – photographie pochette avant
- Neale Smith – photographie pochette intérieure
- Adam Piggot - design
- Keith Cameron – notes de pochette (sur la réédition de 2008)